# 南あわじ市立南淡中学校
南あわじ市立南淡中学校（みなみあわじしりつ なんだんちゅうがっこう）は、兵庫県南あわじ市潮美台３丁目にある公立中学校。
通称は「南中」（なんちゅう）。

## 沿革
- 1973年（昭和48年）3月15日 - 中学校統合計画審議会が一校案を答申。
- 1981年（昭和56年）11月25日 - 統合中学校校舎棟起工。
- 1982年（昭和57年）11月17日 - 南淡中学校校歌決定。
- 1983年（昭和58年）
  - 3月27日 - 南淡町立（当時）南淡中学校校舎・体育館完成。校舎2棟・26教室、体育館、特別教室、運動場を竣工。
  - 4月7日 - 賀集・福良・北阿万・阿万・灘中学校の統合により南淡町立（当時）南淡中学校開校。
  - 5月1日 - 南淡中学校校訓[自律・創造・感謝]を制定し、創立記念日と定む。
- 1984年（昭和59年）7月13日 - 南淡中学校プール完成。50メートル8コース。
- 1999年（平成11年）- 5月17日 - 21日 - 中学2年生によるトライやる・ウィーク実施。
- 2005年（平成17年）1月11日 - 三原郡4町の合併に伴い南あわじ市立南淡中学校に。
- 2006年（平成18年）9月1日 - 第1期校舎管理棟大改修工事完了。
- 2007年（平成19年）9月1日 - 第2期校舎教室棟大改修工事完了。
- 2008年（平成20年）
  - 4月26日 - 学校HP（webサイト）「潮美の丘から.net」公開。
  - 11月28日 - 第3期屋内運動場大規模改造工事（体育館）完了。
- 2010年（平成22年）11月28日 - 太陽光発電パネル設置工事完了。
- 2013年（平成25年）5月1日 - 創立30周年記念植樹・モニュメント制作。
- 2015年（平成27年）9月1日 - 教室空調設備設置工事完了。
- 2016年（平成28年）9月15日 - 校舎等改修工事（バリアフリー）完了。

## 校訓
- 自立 - 品位と節度を持ち、正しい判断をする生徒
- 創造 - 豊かな心を持ち、想像性に富む生徒
- 感謝 - 勤労を重んじ、感謝の心を持った生徒

## 学区
- 南あわじ市立賀集小学校
- 南あわじ市立福良小学校
- 南あわじ市立北阿万小学校
- 南あわじ市立阿万小学校

## 部活動

### 運動部
- 柔道部
  - 第47回・50回全国中学校柔道大会男子団体3位（2016年・2019年）
  - 第22回・24回マルちゃん杯 近畿少年柔道大会男子団体優勝（2017年・2019年）
  - 第21回・23回マルちゃん杯 近畿少年柔道大会男子団体準優勝（2016年・2018年）
  - マルちゃん杯 全国少年柔道大会男子団体出場（2015年〜2019年）
  - 2018年嘉納治五郎記念ウラジオストク カデ柔道国際大会 準優勝（男子50kg級日本代表として出場）
  - 2019年嘉納治五郎記念ウラジオストク カデ柔道国際大会 3位（男子50kg級日本代表として出場）
- 野球部
- バスケットボール部
- 陸上競技部
- ソフトテニス部
- 卓球部
- サッカー部
- 女子バレーボール部

### 文化部
- 美術部
- 郷土芸能部
- 吹奏楽部

## 著名な出身者
- 奈木宏昌 (柔道家）
- 正木健人（パラ柔道家）
- 松浦宏治（元サッカー選手）
- 村上頌樹（プロ野球選手）
- 吉田優磨（バスケットボール指導者、プロバスケ　岩手ビックブルズHC)
- 足立悠晟 (柔道家)

## 通学区域が隣接している学校
- 南あわじ市立西淡中学校
- 南あわじ市立三原中学校
- 洲本市立由良中学校
- 南あわじ市立沼島中学校 （海を挟んで隣接。）
- 徳島県鳴門市鳴門中学校 （海を挟んで隣接。）